# Trevoria lehmannii
Trevoria lehmannii är en orkidéart som beskrevs av Robert Allen Rolfe. Trevoria lehmannii ingår i släktet Trevoria och familjen orkidéer. Inga underarter finns listade i Catalogue of Life.